# COCO (グラビアアイドル)
COCO（ココ、1994年9月11日 - ）は、日本の女性タレント、グラビアアイドル、元ショーダンサー。
埼玉県出身。アイエス・フィールドを経て、アライブエンタテインメント所属。

## 略歴
「石原佑里子」として、2015年のミス湘南ベストフォトジェニック受賞をきっかけに、2016年に芸能界デビュー。現役大学生でグラビアアイドルとして活動し、『週刊プレイボーイ』『ヤングアニマル』『週刊実話』などの雑誌の表紙を飾る。通販サイトの「東京Lily」では年間DVD売り上げ1位を記録。90センチのFカップバストで「日本一おっぱいがキレイな女子大生」と注目される。しかし、2017年4月に芸能界引退を発表。引退理由については大学に専念するためとしている。引退発表と同時に、同月16日に行われる予定だった大阪での撮影会、5月20日に開催予定だった東京秋葉原でのDVD発売記念イベントは中止となり、TwitterやInstagramなどのSNSも閉鎖された。
2018年からバーレスク東京（現：ROKUSAN ANGEL）のショーダンサーやグラビアアイドルとして復帰し活動を再開した。RISEの「R-1SE Force」やRIZINの「RIZINガール」といったラウンドガール、撮影会モデル、朗読劇などの舞台や映画への出演、クラウドファンディングを活用した歌手デビュー企画など、活動の幅を広げる。2025年3月の卒業イベントステージを以て約7年間務めたROKUSAN ANGELのバーレスクダンサーを卒業。

## 人物
芸名「COCO」は映画『バーレスク』の登場人物名が由来。バーレスクダンサーの仕事は、もともと客として通っていたことやダンスを習っていたことから純粋にやってみたいと思い開始した。座右の銘は「一生笑顔♡」。

## 出演

### 映画
- カーテンコール 〜curtain call〜（監督:諸江亮、2019年11月16日、ミカタ・エンタテインメント） - 真央 役[17][20]
- じょりく！（2020年7月31日、パル企画） - 水樹唯 役[21]

### 舞台
- アイエス・フィールド 朗読劇『Greif2』（2019年8月29日 - 9月1日、東京・千本桜ホール） - 美那未 役[15]
- HIROSE PROJECT LIVE vol.29『神様と過ごした10日間 2019』（2019年11月8日 - 11日、ラゾーナ川崎プラザソル） - 主演：水野初音 役[16][22]
- SFIDA ENTERTAINMENT & STELLA WORKS 共同プロデュース公演vol.1『未来の君へ』（2021年4月7日 - 11日、ポケットスクエア ザ・ポケット）

### ショー
- ROKUSAN ANGEL（2018年4月13日 - 2025年3月10日 ） - 不定期

### テレビ
- クロ女子白書（2019年5月22日・29日、福岡放送）[23][24]

### Web配信
- WinTicket ミッドナイト競輪（2019年12月 - 、AbemaTV）[25][26] - 不定期
- シャッフルアイランド
  - Season3（2022年11月30日 - 2023年1月18日、ABEMA）[27]
  - Season5 第2話 - 最終話（2024年7月19日 - 8月30日、ABEMA）[28]

### ラジオ
- MAGI's Town Now!!（2025年6月2日 - 、渋谷クロスFM） - 第1週目アシスタント[29]

### イベント
- 週プレ酒BAR（2018年 - 2019年、週プレ酒場）[11] - 不定期
- ニッポン放送 THEラジオパーク in 日比谷（2019年4月27日 - 28日、日比谷公園） - FM93ガールズ[30]
- 週プレ酒場アワード授賞式（2019年6月1日、週プレ酒場）
- 映画『カーテンコール 〜curtain call〜』試写会イベント（2019年9月1日、雷5656会館 ときわホール）
- ライブ&バースデーイベント「25th Anniversary COCO the LIVE 2019」（2019年9月22日、新宿 Live Freak）[18]
- Come Here 写真展「COCO×舞山秀一」（2019年12月22日 - 29日、TOKYO ARTS GALLERY）[31][32] - 本人在廊は22日・29日
- 映画『カーテンコール 〜curtain call〜』舞台挨拶（2020年1月29日、横浜・シネマノヴェチェント）[33]
- 写真展「インスタグラムの恋人たち II」（2020年2月7日 - 16日、神保町画廊）[34][35] - 本人在廊は14日

### ラウンドガール
- RISE（2019年 - 2022年） - R-1SE Force
- RIZIN（2022年 - 2024年） - RIZINガール2022・2023

### モデル
- overE（エスティーム） - カタログモデル

## 作品

### 写真集
- Come Here（2019年9月25日、双葉社、撮影：舞山秀一）ISBN 978-4575314939[36][37]

### デジタル写真集
- 月刊+(プラス) Best of COCO 2016-2018（2020年6月15日、小学館）[3]
- 月刊+(プラス) Best of COCO 2019-2020（2020年6月15日、小学館）[38]

### イメージビデオ
石原佑里子名義
- ゆりりん（2016年5月20日、イーネット・フロンティア）[39]
- 笑顔の季節（2016年8月20日、ラインコミュニケーションズ）[40][41]
- 初恋ゆりりん（2016年12月22日、ギルド）[42][43][44]
- お願い！ゆりりん（2017年4月20日、イーネット・フロンティア）[45]

COCO名義
- ずっとここにいて（2019年5月23日、ギルド）[46][47]
- LOVIN' YOU（2019年11月17日、双葉社）[48]
- Sweet COCO（2020年11月20日、ラインコミュニケーションズ）[49]
- No.9（2022年7月26日、エアーコントロール）

### イメージVR
- マイ・ガールフレンド COCO編（配信:2019年8月23日、アスミック・エース）

### シングル
- 25th（CD:2019年9月11日、配信:2019年10月12日）[50]